# Bijelač
Bijelač (cyr. Бијелач) – wieś w Bośni i Hercegowinie, w Republice Serbskiej, w mieście Trebinje. W 2013 roku liczyła 57 mieszkańców.